# Josefine Frida Pettersen
Josefine Frida Pettersen, född 18 maj 1996 i Sigdal, är en norsk skådespelare. Hon är mest känd för rollen som Noora Amalie Sætre i dramaserien SKAM, som sänds på  NRK. Pettersen har även medverkat i serien Neste sommer. I september 2016 medverkade hon i Skavlan tillsammans med Tarjei Sandvik Moe, som spelade Isak Valtersen i  SKAM.
Josefine Frida har även medverkat i kortfilmen ”Grounded” som handlar om den svenske aktivisten Elin Ersson. 
Hon spelar samt huvudrollen i filmen Disco (2019) som handlar om 19-årige Mirjam Hane.